# ملالي مايواند
ملالي نورزي مايوند (بشتو: ميوند نورزي ملالۍ) هي بطلة وطنية وشعبية أفغانية. وقد كانت مصدر إلهامٍ للجيش الأفغاني بقيادة أيوب خان في معركة مايواند الذي تمكن من إلحاق الهزيمة بالبريطانيين في سنة 1880 في واحدة من كبريات معارك الحرب الإنجليزية الأفغانية الثانية. تُعرف أيضًا بلقب «جان دارك أفغانستان».

## الرواية
كانت ملالي ابنة راعٍ في مايواند، وهي بلدة صغيرة غرب قندهار. عندما كانت في سن المراهقة كان والِدُها وعشيقها ضمن آلاف الأفغان الذين يُحاربون الاحتلال البريطاني لبلدهم. توجهت ملالي إلى ميدان المعركة برفقة النساء للعناية بالجرحى وسقايتهم. وعندما رأت الرجال يخسرون المعركة ورأت حامل الراية يَسقُط، نزعت حجابها الأبيض واقتحمت ميدان المعركة حتى أصبحت في طليعة المحاربين. وبدأت تصرخ وتقول:
| ملالي مايواند | يا حبي الصغير! والله، إذا لم تسقط في معركة مايواند، فإن أحدًا يُبقيك حيًا كي تظل رمزًا للعار | ملالي مايواند |

لقيت ملالي مصرعها وسط النيران، ولكن كلماتها وشجاعتها ألهمت المُحاربين من الرجال فأحدثوا تحولاً كبيرًا في مسار المعركة، واستطاعوا أن يدمّروا كتيبة كاملة، فيما يُعدّ ضمن أسوء الهزائم في تاريخ الجيش البريطاني.
وقد شعر الأفغان بفخر بالغ إزاء تضحيتها، وأقام آخر مُلوكهم نُصبًا تذكاريًا وسط كابل تخليدًا لانتصار مايواند.